# Fustibal
Fustibal je bila srednjeveška oblika prače, ki je izboljšala domet izstrelka.
Oba kraka vrvi sta privezana na dolgo palico, s katero so hitro zamahnili in poslali želod proti sovražniku.